# Jefferson (rzeka)

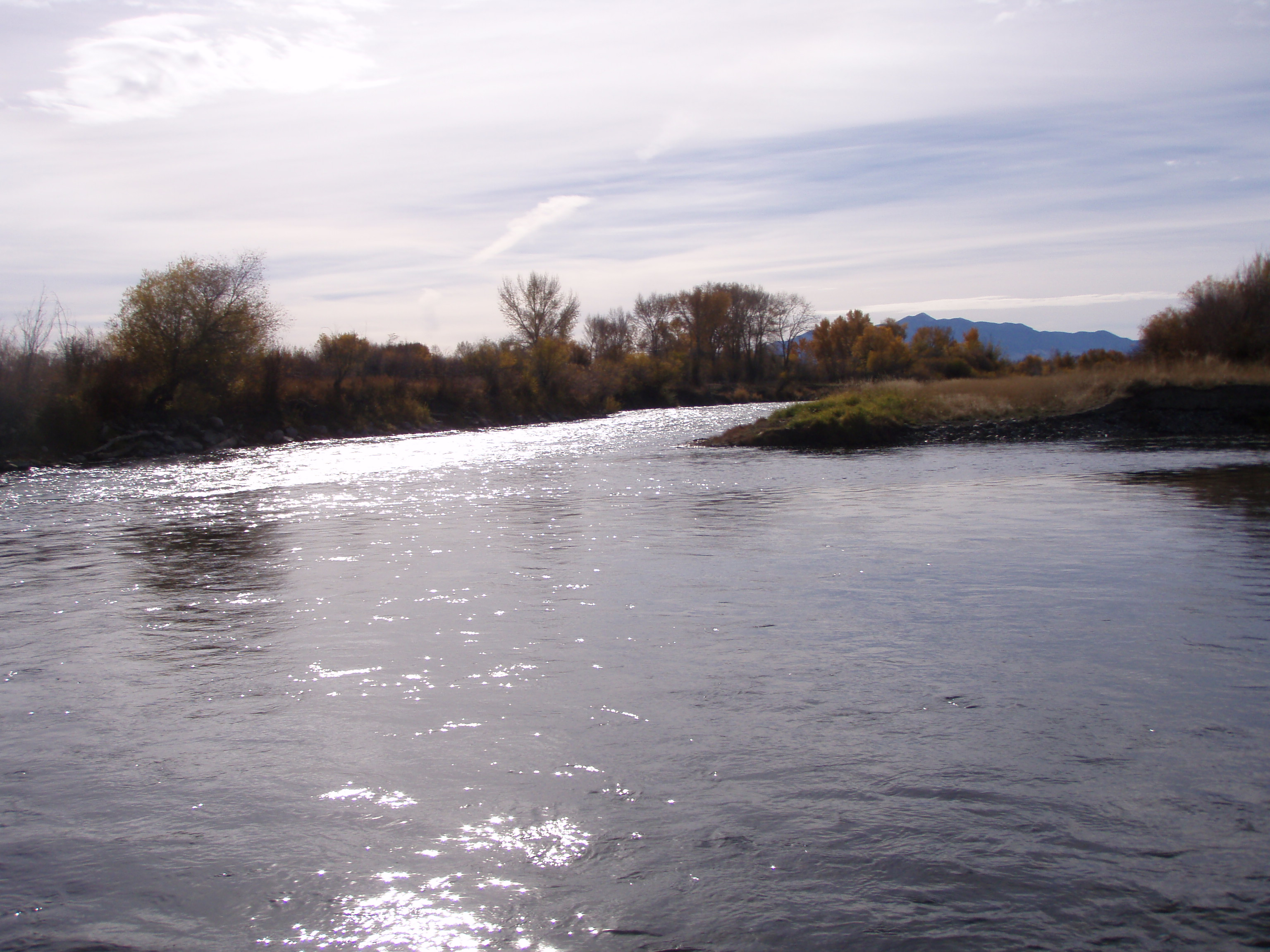
Połączenie rzeki Beaverhead i Big Hole dające początek rzece Jefferson w pobliżu miasta Twin Bridges w stanie Montana.

Jefferson (ang. Jefferson River) – rzeka w stanie Montana w Stanach Zjednoczonych. Długość około 124 km. Bierze początek z połączenia rzek Beaverhead i Big Hole w pobliżu miasta Twin Bridges. Łącząc się z rzekami Madison i Gallatin w Missouri Headwaters State Park w pobliżu miasta Three Forks tworzy oficjalny początek rzeki Missouri. Pierwszymi białymi którzy dotarli do rzeki i nią podróżowali w czasie swojej ekspedycji w głąb kontynentu byli Meriwether Lewis i William Clark.